# Hyundai Trajet

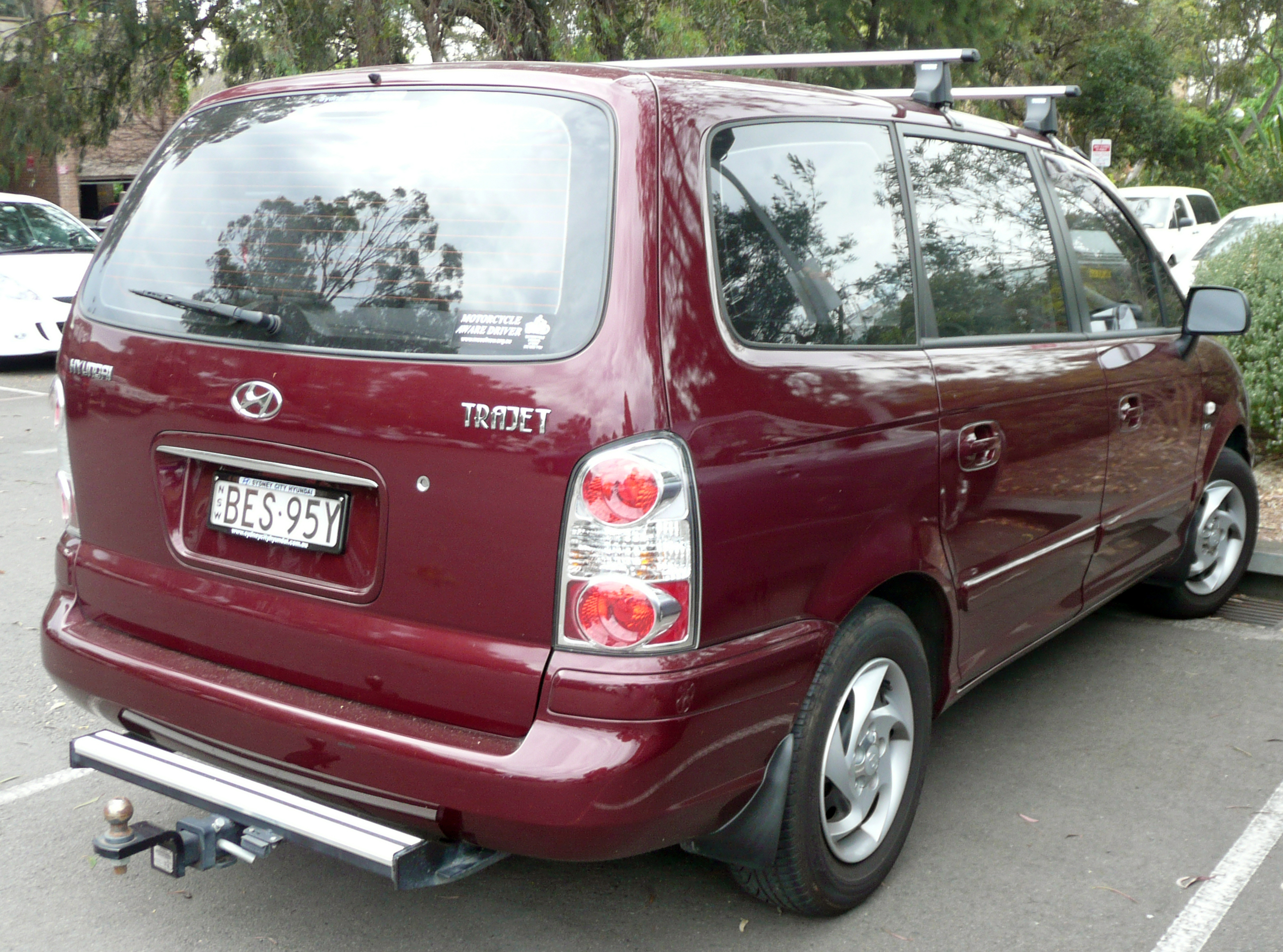

Hyundai Trajet — 7-местный многоцелевой автомобиль компании Hyundai.

## История
Презентация Hyundai Trajet состоялась осенью 1999 года во Франкфурте. Trajet - это первый минивэн от Hyundai. Выпускался первоначально на заводе в Ульсане (Южная Корея). В основу легла удлинённая (на 130 мм) платформа модели Sonata IV.
Наименование уходит корнями к французскому языку и в переводится как «путешествия из одной точки в другую».

## Описание
Объем багажника 525 дм³.
Салон трансформируемый, семь сидений расположены в три ряда, и каждое из них оснащено индивидуальной регулировкой угла наклона спинки, а сиденья первых двух рядов регулируются и в продольном направлении. Любое из пяти задних кресел можно повернуть на 180 градусов, сложить или просто демонтировать.
Базовая версия (GL) оборудована полным электропакетом, гидроусилителем рулевого управления, четырьмя подушками безопасности и реллингами на крыше. Версия GLS отличается дисками увеличенного диаметра и более широким списком заказного оборудования (АБС, объединенная с электронной системой управления распределением тормозного усилия, климатическая установка с двумя кондиционерами, круиз-контроль, кожаный салон, поворотные передние сиденья, датчик дождя, пылеулавливающий фильтр в системе вентиляции салона).
Двигателя в Trajet расположен поперечно. В паре с четырехцилиндровыми двигателями (2 л) в стандартной комплектации устанавливается 5-ступенчатая механическая коробка передач, шестицилиндровые двигатели (2,7 л) работают только с автоматическими коробками.
В 2001 году появился турбодизель с непосредственным впрыском топлива системы common-rail мощностью 110 л.с.
В начале 2004 года Hyundai Trajet претерпел фейслифтинг — изменилась светотехника и решетка радиатора, установлены окрашенные в цвет кузова бампер и дверные ручки. Для среднего пассажира на заднем сиденье добавлен трехточечный ремень безопасности, появилась дополнительная подсветка салона, а также установлен бортовой компьютер.
Также началось оснащение новым 2-литровым двигателем с системой управления клапанами CVVT мощностью 140 л.с. С этим двигателем Trajet может разгоняться до 183 км/ч (против 179 км/ч у предыдущей модели).
Автомобиль оборудован двумя фронтальными подушками безопасности, по желанию покупателя возможна установка боковых надувных подушек.
По рейтингу Euro NCAP автомобиль получил 3 «звезды» для водителя и 1 «звезду» для пешеходов.